# Aeroportul Lake Havasu City
Aeroportul Lake Havasu City (IATA: HII, ICAO: KHII, FAA LID: HII) este un aeroport din Arizona, Statele Unite ale Americii ce deservește zona Lake Havasu City⁠(d). Aeroportul a fost tranzitat în 2019 de 22 de pasageri. A fost numit după zona deservită.
Situat la o altitudine de 239 m, aeroportul dispune de 1 pistă.

## Infrastructură

### Piste
Aeroportul dispune de o singură pistă. Pista 14/32 are suprafața de asfalt și dimensiunile 8.001 picioare × 100 picioare. 